# Bojan Filipović
Bojan Filipović (Servisch: Бојан Филиповић) (Kruševac, 1 januari 1976) is een voetballer (middenvelder) met de Servische nationaliteit die op dit moment voetbalt bij FK Spartak Zlatibor Voda, een club die speelt in de 3e divisie van Servië.

## Carrière

### Servië
Filipović, die naast zijn vaste positie als aanvallende middenvelder ook goed uit de voeten kan als spits en rechtsbuiten, begon zijn professionele voetbalcarrière in 1994 in zijn geboorteplaats bij de club Napredak Kruševac. Daarvoor was hij al enkele seizoen actief als semi-amateur bij Radnicki Pirot. Na een vijftal jaar gespeeld te hebben voor Napredak verkaste hij in de zomer van 1999 naar FK Obilic, de verdedigende kampioen uit de Meridian Superliga. Daar speelde Filipović vier jaar, tot en met seizoen 2002/03. Tijdens zijn periode voor FK Obilic debuteerde Filipović voor het nationale team.

### Oostenrijk
Na zijn periode bij FK Obilic nam Sturm Graz hem op transfervrije basis over. Tijdens zijn vierjarig verblijf bij deze club, vond de aanvaller twintigmaal het net tijdens 77 wedstrijden. Het management van Sturm Graz besloot Filipović echter geen nieuw contract voor te leggen, waarna de speler op transfervrije basis naar ASK Schwadorf. Deze club speelde op dat moment in de Oostenrijkse tweede divisie vertrok. Filipović tekende een contract voor twee seizoenen, met een optie voor een derde jaar.

### Terug naar Servië
Nadat de ASK Schwadorf in de zomer van 2008 fuseerde met VfB Admira Wacker Mödling en de nieuwe club in de vijfde klasse moest starten, besloot Filipović terug te keren naar Servië. Hij mocht transfervrij vertrekken en tekende een contract bij FK Spartak Subotica uitkomende in de 2e divisie van Servië. Bij deze Servische club is Filipović een gewaardeerde kracht op het middenveld.

## Nationaal Elftal
Filipović kende zijn beste jaren bij FK Obilic en het was dan ook in die periode dat de speler drie interlands speelde voor het nationale team. Tijdens deze drie wedstrijden voor Joegoslavië wist hij niet tot scoren te komen.

## Statistieken
| seizoen | club                     | land                 | competitie          | wed. | goals |
| ------- | ------------------------ | -------------------- | ------------------- | ---- | ----- |
| 1994/95 | Napredak Kruševac        | Joegoslavië          | Meridian Superliga  | 12   | 0     |
| 1995/96 | Napredak Kruševac        | Joegoslavië          | Meridian Superliga  | 20   | 0     |
| 1996/97 | Napredak Kruševac        | Joegoslavië          | Meridian Superliga  | 11   | 2     |
| 1997/98 | Napredak Kruševac        | Joegoslavië          | Meridian Superliga  | 16   | 3     |
| 1998/99 | Napredak Kruševac        | Joegoslavië          | Meridian Superliga  | 23   | 7     |
| 1999/00 | FK Obilic                | Joegoslavië          | Meridian Superliga  | 29   | 2     |
| 2000/01 | FK Obilic                | Joegoslavië          | Meridian Superliga  | 32   | 18    |
| 2001/02 | FK Obilic                | Joegoslavië          | Meridian Superliga  | 31   | 13    |
| 2002/03 | FK Obilic                | Servië en Montenegro | Meridian Superliga  | 28   | 10    |
| 2003/04 | SK Sturm Graz            | Oostenrijk           | T-Mobile Bundesliga | 22   | 4     |
| 2004/05 | SK Sturm Graz            | Oostenrijk           | T-Mobile Bundesliga | 25   | 3     |
| 2005/06 | SK Sturm Graz            | Oostenrijk           | T-Mobile Bundesliga | 29   | 7     |
| 2006/07 | SK Sturm Graz            | Oostenrijk           | T-Mobile Bundesliga | 21   | 6     |
| 2007/08 | ASK Schwadorf            | Oostenrijk           | Erste Liga          | 17   | 5     |
| 2008/09 | FK Spartak Zlatibor Voda | Servië               | Prva Liga           | 16   | 0     |
|         |                          |                      | Totaal              | 332  | 80    |